# Сведберг, Теодор
Теодо́р Све́дберг (швед. Theodor Svedberg; 30 августа 1884, Вальбо — 26 февраля 1971, Эребру) — шведский физико-химик. Лауреат Нобелевской премии по химии (1926).
Член Шведской королевской академии наук (1913), иностранный член Лондонского королевского общества (1944), Национальной академии наук США (1945), Академии наук СССР (1966).

## Биография
В 1907 году окончил Уппсальский университет, работал там же. С 1949 года — директор института ядерной химии (Институт Г. Вернера).
Был женат на Андреа Андреен (1888—1972), деятеле международного женского демократического движения, лауреате Международной Сталинской премии «За укрепление мира между народами» (1953).
Почётный доктор Королевского технологического института (1944).

## Основные труды
Основные труды посвящены коллоидной химии, определению размеров и формы молекул, электрофорезу. Экспериментально подтвердил (1906) разработанную А. Эйнштейном и М. Смолуховским теорию броуновского движения. Создал метод ультрацентрифугирования для выделения коллоидных частиц из раствора, построил первые ультрацентрифуги. Внёс большой вклад в развитие физико-химии белков.
В честь него названа применяемая при седиментационном анализе единица измерения отношения скорости седиментации к центробежному ускорению — сведберг. 1 сведберг = 10−13 сек. Обозначается большой латинской буквой S (пример: белок 7S).

## Нобелевская премия
Нобелевская премия по химии 1926 года «за работы по дисперсным системам».

## Память
В 2009 году Международный астрономический союз присвоил имя Теодора Сведберга кратеру на видимой стороне Луны.

## Сочинения
- Die Existenz der Moleküle, Lpz., 1912
- Colloid chemistry, N. Y., 1924